# NGC 112
NGC 112 es una galaxia espiral localizada en la constelación de Andrómeda. Fue descubierta por el astrónomo estadounidense Lewis Swift el 17 de septiembre de 1885. La galaxia se encuentra aproximadamente a 295 millones de años luz de la Tierra y tiene un diámetro de aproximadamente 75.000 años luz. Fue descrita por el astrónomo irlandés John Louis Emil Dreyer como «extremadamente débil, muy pequeña, redonda».